# Церковь Святой Евфимии (Ровинь)
Церковь Святой Евфимии (хорв. Crkva sv. Eufemije) — католический храм в Ровине, Хорватия. Расположен в центральной части старого города в самой высокой его части.

## История
До X века на месте современной церкви св. Евфимии находилась небольшая церковь св. Георгия. Когда в Ровинь был доставлен саркофаг с мощами святой Евфимии, эта церковь стала слишком мала для всех паломников. В X веке была построена церковь большего размер, освящённая во имя св. Георгия и св. Евфимии.
Со временем и эта церковь стала мала для растущего населения Ровиня. Современное здание барочной церкви св. Евфимии строилось с 1725 по 1736 год. Первоначальный проект был создан венецианским архитектором Джованни Скальфаротто, однако он не был принят жителями Ровиня и дальнейшие работы выполнялись под руководством другого венецианского архитектора, Джованни Доцци. В 1741 году были сооружены три главных алтаря храма, а в 1754 установлен орган. В конце XIX века был перестроен фасад, после чего храм принял современный вид.

## Архитектура
Церковь имеет размеры 30 метров в ширину и 51 метр в длину. Рядом с ней расположена высокая колокольня, увенчанная статуей святой Евфимии и подражающая своей архитектурой колокольне собора св. Марка в Венеции. Колокольня старше самой церкви, она была возведена в 1654—1687 годах. С колокольни открывается живописный вид на Ровинь и Адриатическое море.
Главный алтарь храма посвящён Святому Георгию, Святому Марку и Святому Роху, украшен статуями этих трёх святых из каррарского мрамора авторства венецианских мастеров. Левый алтарь Святых Тайн богато отделан мрамором и украшен статуями ангелов. С правой стороны от главного алтаря находится алтарь святой Евфимии, святой покровительницы города. Этот алтарь также имеет богатую мраморную отделку, каменная статуя святой датируется XV веком. За алтарём находится саркофаг с мощами святой.

## Галерея

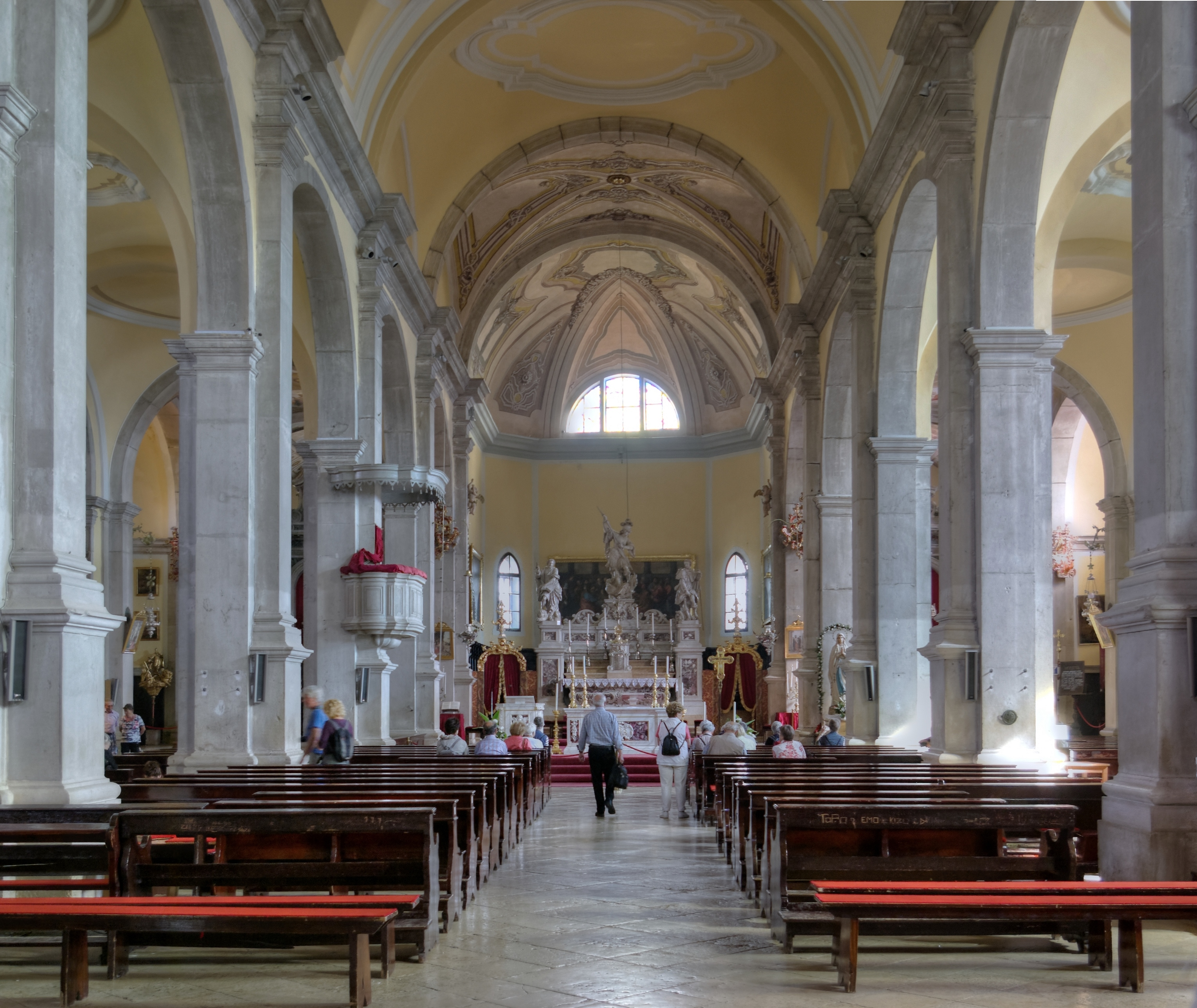
Интерьер
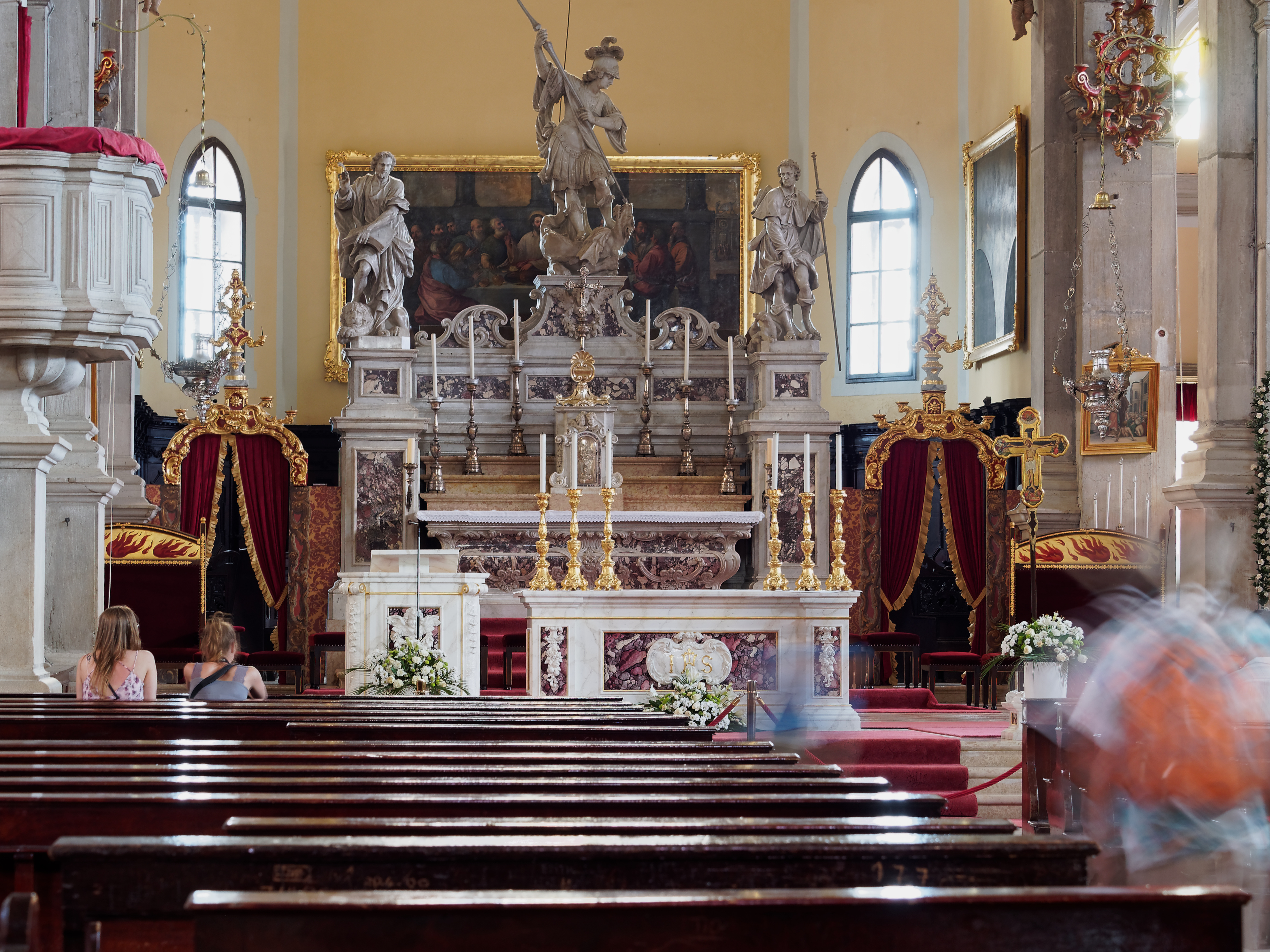
Главный алтарь
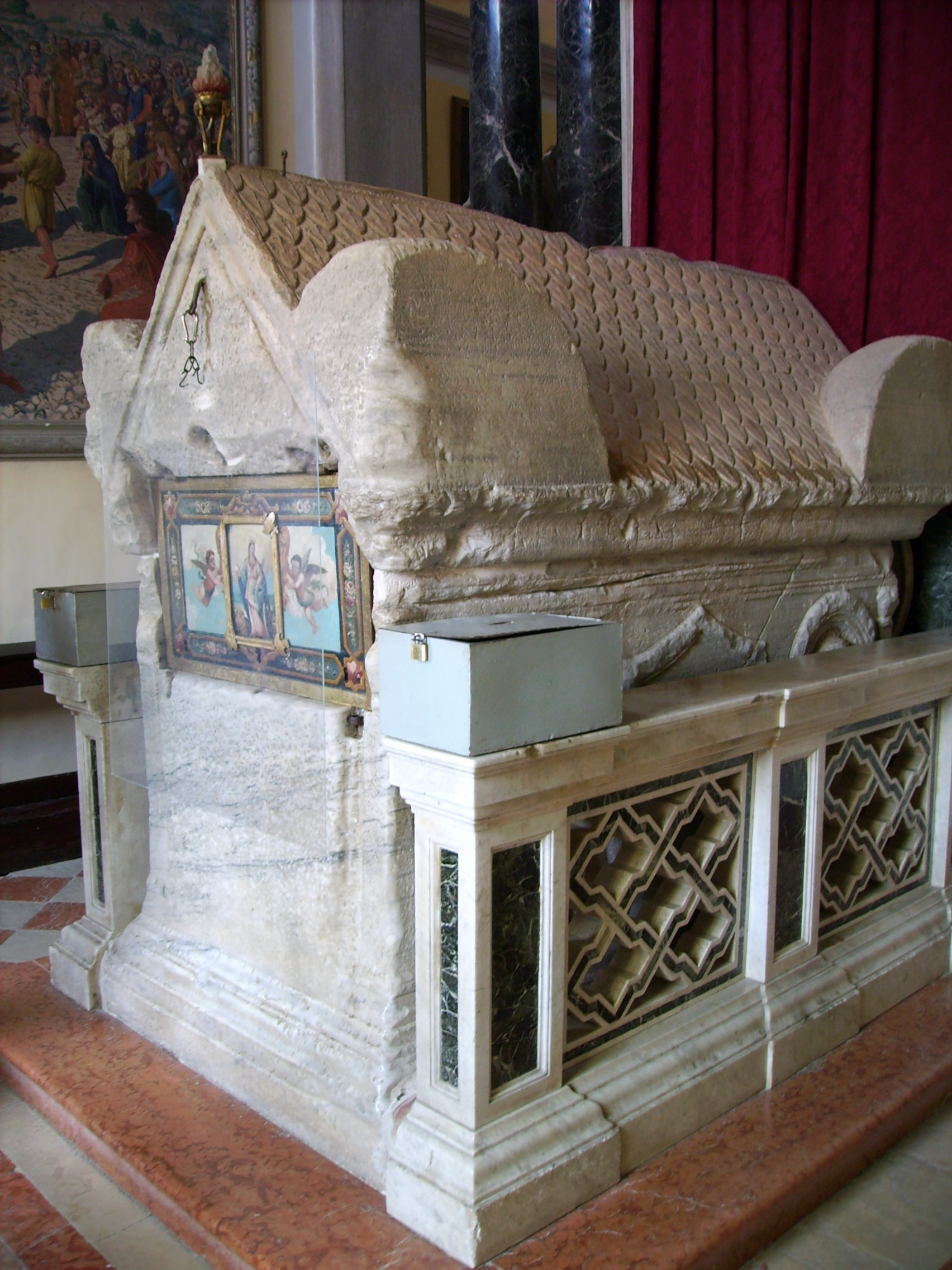
Саркофаг св. Евфимии
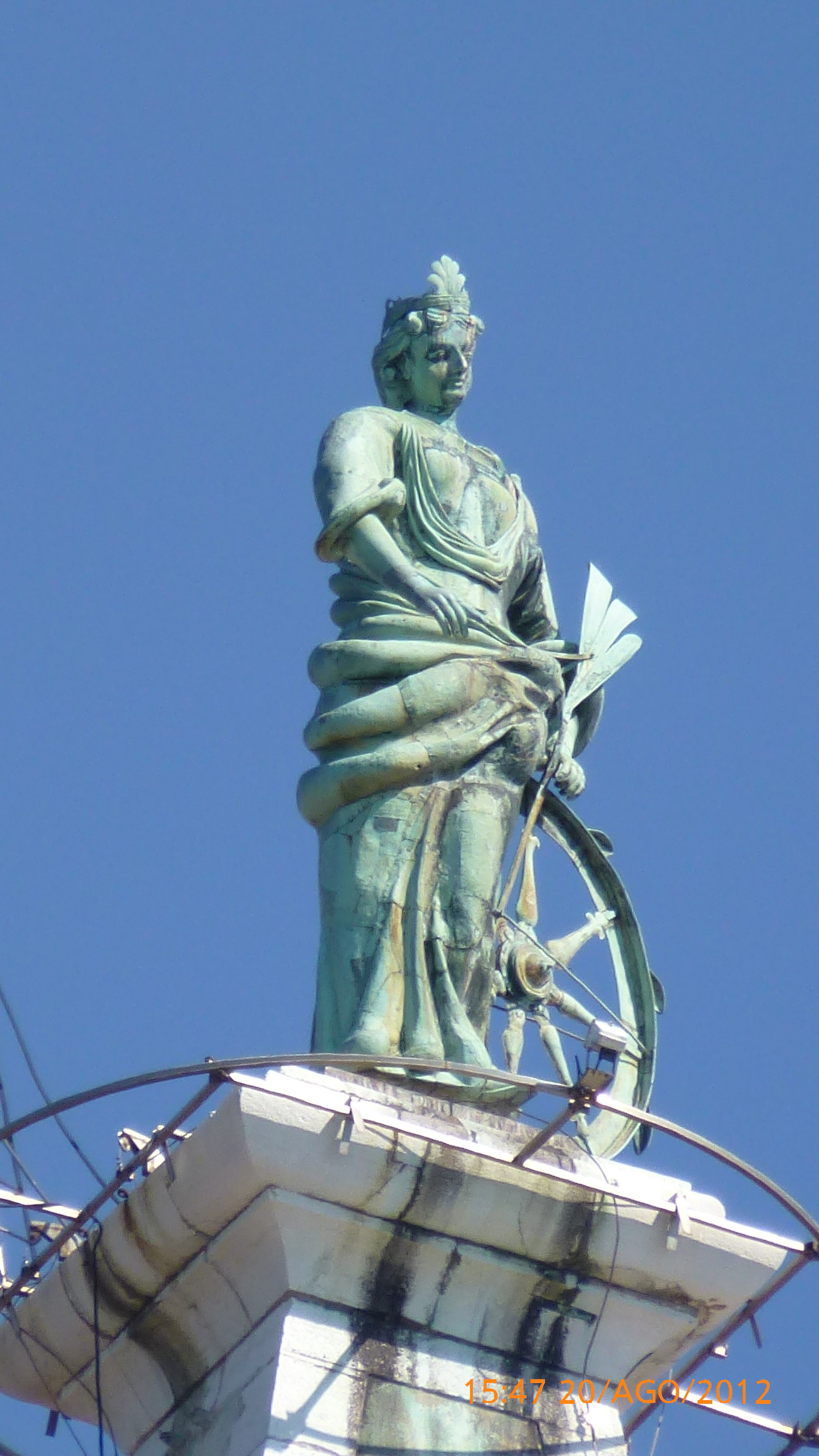
Статуя св. Евфимии
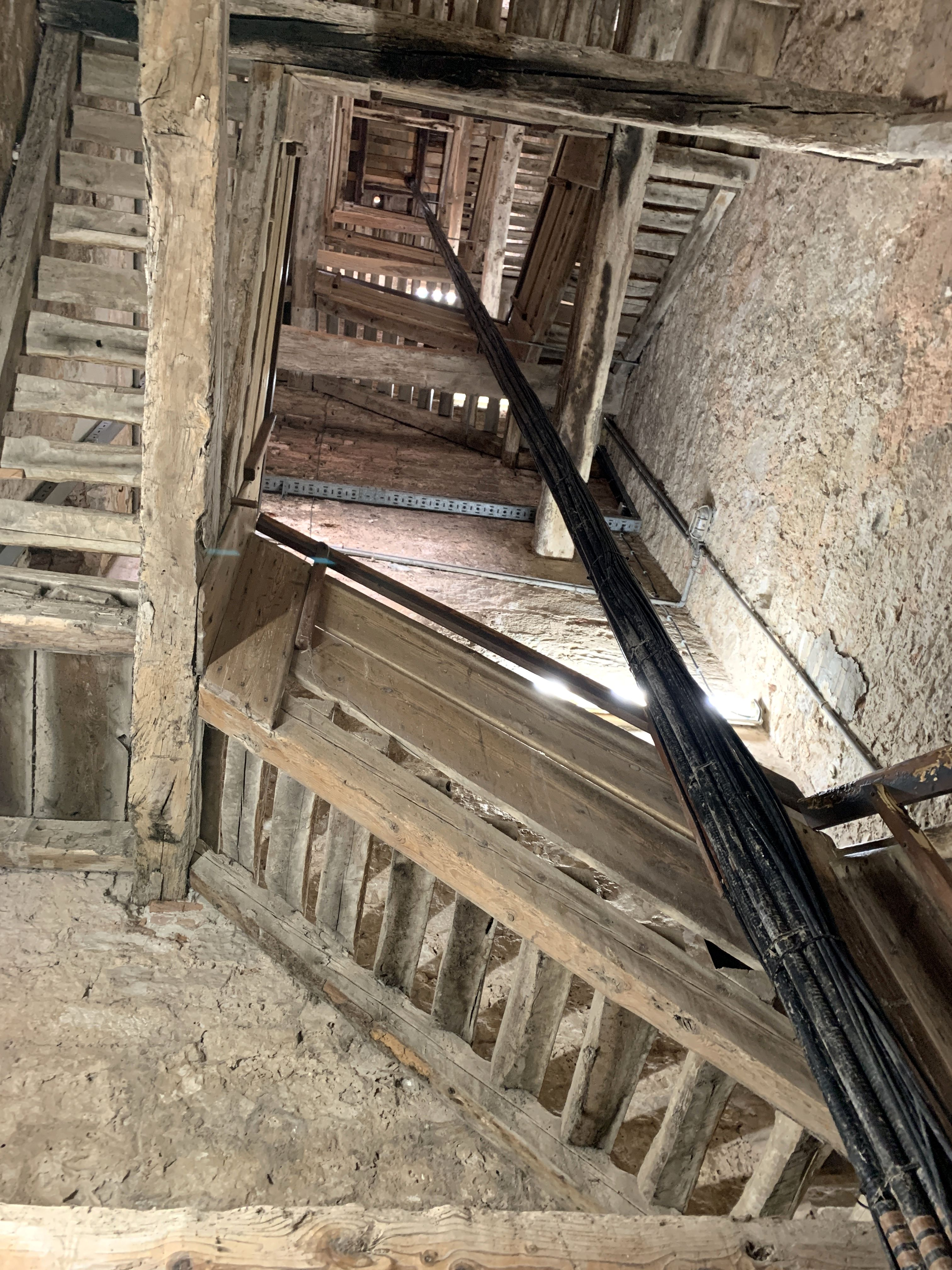
Лестница в колокольне
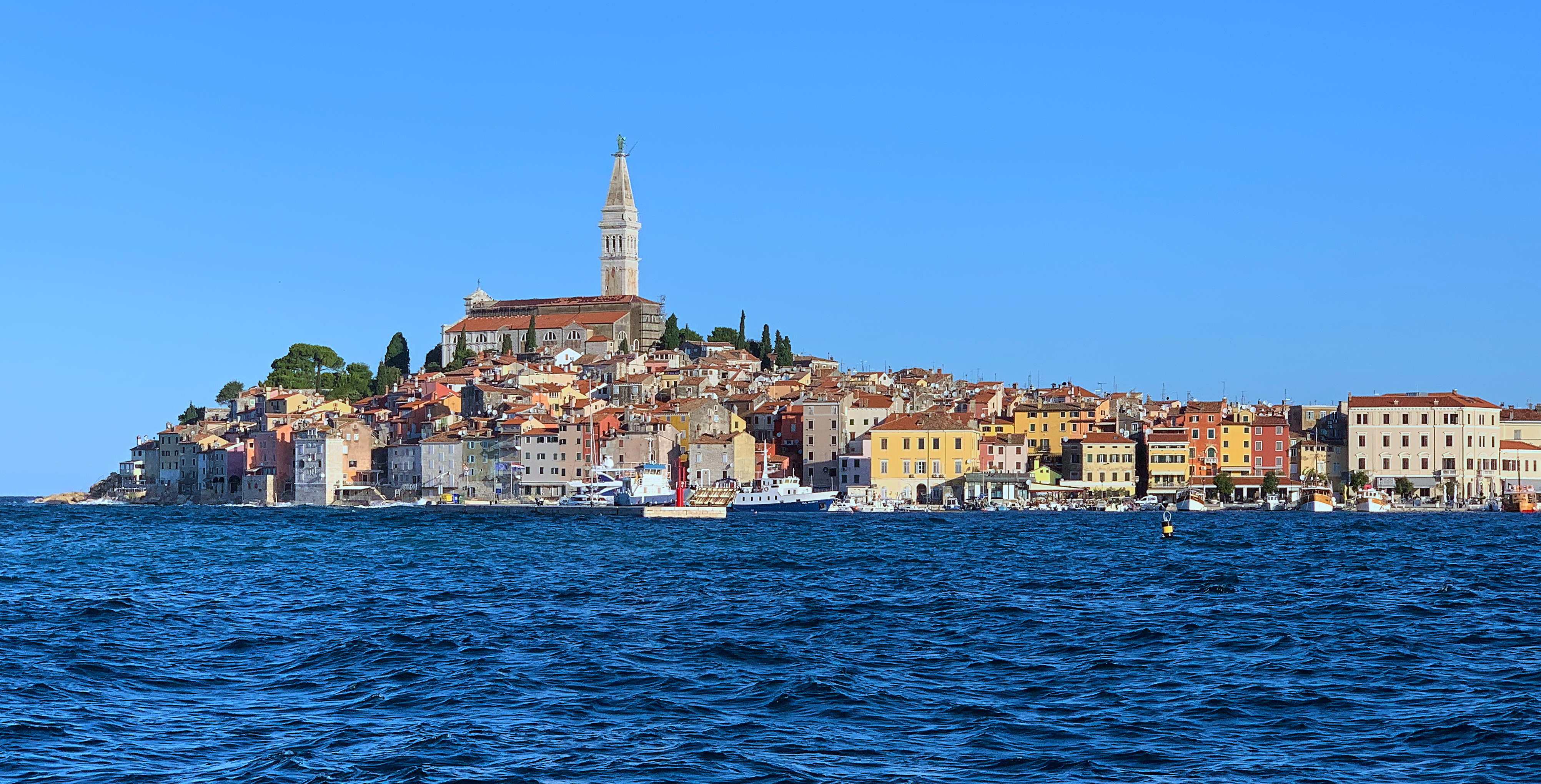
Церковь, возвышающаяся над исторической частью города